# Верховинець Андрій
Верховинець Андрій, псевдоніми Бродяга Андрій, Комар, справжнє прізвище — Паращак (1877, Мшанець — ?) — український письменник.

## Біографія
Народ. у с. Мшанець тепер Старосамбірського р-ну Львівської обл., закінчив гімназію та університет у Львові. Відбув службу в австро-угорській армії, працював на прикордонній митниці. Друкувався у «Літературно-науковому віснику», газетах «Діло», «Буковина».
У 1903 р. нелегально перейшов кордон, мандрував по Росії, жив у Астрахані, Чорному Яру.
Працював рибалкою, водієм, пастухом, візником. Потім прибув в Україну, поселився в Одесі. Відомості про письменника обриваються після того, як він записався в іноземний легіон, відправлений до Персії.

## Творчий доробок
Верховинець Андрій — автор новел та оповідань, ескізів.
Окремі твори:
- Верховинець А. Потомки Марса: Образки з військового життя. — Нью-Йорк: Накладом Української книгарні ім. Т. Шевченка, б. р. — 128 с.